# Baiguo, Enshi
Baiguo (kinesiska: 白果, 白果乡) är en socken i Kina. Den ligger i provinsen Hubei, i den centrala delen av landet, omkring 480 kilometer väster om provinshuvudstaden Wuhan. Antalet invånare är 21 789. Befolkningen består av 10 461 kvinnor och 11 328 män. Barn under 15 år utgör 20,0 %, vuxna 15-64 år 65 %, och äldre över 65 år 14,0 %.
Runt Baiguo är det ganska tätbefolkat, med 179 invånare per kvadratkilometer. Närmaste större samhälle är Wuyangba, 15,8 km öster om Baiguo. I omgivningarna runt Baiguo växer i huvudsak blandskog.
Genomsnittlig årsnederbörd är 1 580 millimeter. Den regnigaste månaden är september, med i genomsnitt 287 mm nederbörd, och den torraste är december, med 18 mm nederbörd.